# Finlands forstvetenskapliga samfund
Finlands forstvetenskapliga samfund (finska: Suomen metsätieteellinen seura) är ett finländskt skogsvetenskapligt sällskap. 
Finlands forstvetenskapliga samfund grundades 1909 i Helsingfors och har till ändamål att tjänstgöra som en oavhängig vetenskaplig sammanslutning för skogsforskare och andra av skogsforskning intresserade personer. Samfundet arrangerar sedan 1984 årligen ett vetenskapligt seminarium, Skogsvetenskapens dag, samt därtill föredrag, diskussioner och exkursioner. Samfundet publicerar tillsammans med Skogsforskningsinstitutet två vetenskapliga tidskrifter, den internationella Silva Fennica (sedan 1926) och den inhemska Metsätieteen aikakauskirja (sedan 1997). Det delar vidare bland annat ut stipendier till unga forskare. Samfundet, som har 550 medlemmar (2010), är anslutet till Vetenskapliga samfundens delegation.